# Anchocoema ogloblini
Anchocoema ogloblini is een rechtvleugelig insect uit de familie Proscopiidae. De wetenschappelijke naam van deze soort is voor het eerst geldig gepubliceerd in 1941 door Mello-Leitão.